# Worin mein Glaube besteht
Worin mein Glaube besteht (oder „Worin besteht mein Glaube?“ oder „Mein Glaube“, Original: russisch „В чём моя́ ве́ра?“) ist ein religiöser Essay von Leo Tolstoi.
Nachdem die erste Ausgabe von 1884 in Russland verboten und beschlagnahmt und dennoch verbreitet wurde, ist die Schrift 1885 in deutscher, englischer und französischer Sprache erschienen.

## Inhalt

### Einführung
„Ich habe 55 Jahre in der Welt gelebt, und von diesen habe ich, mit Ausnahme der ersten 14–15 Jugendjahre, 35 Jahre als Nihilist gelebt… Vor 5 Jahren kam mir der Glaube an die Lehre Christi – und mein Leben ward plötzlich ein anderes…“

### Kapitel I
- Entwicklungsgang des Verfassers im Glauben.

### Kapitel II
- Von kirchlichen Lehren unbeeinflusste Würdigung der Bergpredigt zeigt als Grundlehre derselben das Gebot: „Widerstrebe nicht dem Übel!“.
- Widerspruch der Lebenseinrichtungen gegen diese Grundlehre Christi.

### Kapitel III
- Zwang der Gesamtheit gegen den Einzelnen zur Teilnahme an Krieg und Gericht.
- Christus verwirft Krieg und Gericht.
- Stellung der Apostel und Kirchenlehrer zum Gericht.
- Erklärung des „Richtet nicht und verdammet nicht“ seitens der Kirche.

### Kapitel IV
- Christi Lehre von den Gläubigen als unerreichbares Ideal, als Wahn von den Ungläubigen aufgefasst.

### Kapitel V
- Gegensatz der christlichen und jüdischen Sittenlehre.
- Christus hebt das Gesetz des Mose auf.
- „Auge um Auge, Zahn um Zahn“, das jüdische Moralprinzip.

### Kapitel VI
- Die 5 Gebote Christi.

1. Gebot: Du sollst nicht mit deinem Bruder zürnen.
2. Gebot: Du sollst dich unter keinem Vorwande von deinem Weibe scheiden.
3. Gebot: Du sollst niemandem einen Eid leisten.
4. Gebot: Du sollst nicht widerstreben dem Übel.
5. Gebot: Du sollst auch deine Feinde lieben, d. h. diejenigen, die nicht deine Volksgenossen sind.
- Wodurch das richtige Verständnis dieser Gebote gehindert wird.
- Einprägung dieser Gebote führt zum ewigen Frieden.

### Kapitel VII
- Widerlegung der Behauptung, dass diese Gebote unausführbar seien.
- Diese Behauptung wird veranlasst durch den Aberglauben vom Sündenfall und der Erlösung.
- Auch die Wissenschaft und alle philosophischen Systeme, welche die bestehende Ordnung gutheißen, sind abhängig von diesem Glauben.
- Wahre Religion ist Aufklärung der Vernunft.
- Parabel.

### Kapitel VIII
- Widerlegung der Behauptung, dass der Einzelne nicht inmitten einer egoistischen Welt Christi Gebote erfüllen könne.
- Falsche Wertschätzung des persönlichen Lebens.
- Wahres Leben ist das ewige Vernunftleben.
- Christus verwirft die persönliche Auferstehung.

### Kapitel IX
- Der Glaube ohne Werke ist tot.
- Der Glaube ist die zur Überzeugung gewordene Auffassung des Lebens, aus der unsere Handlungen entspringen.
- Glauben an Christus ist Erkenntnis der Wahrheit.

### Kapitel X
- Die Gebote Christi sind für Jedermann ausführbar, ihre Ausführung ist leicht und glückbringend.
- Das Leben der Welt fordert viel größere Opfer als Christi Gebote.
- Aufzählung der Bedingungen eines glücklich zu nennenden Lebens.
- Märtyrer der Welt.
- Arbeit im Dienste Andrer sichert stets die Erhaltung unsres Lebens.
- Speisung der fünftausend Mann.

### Kapitel XI
- Die Kirche hindert die Befolgung der Gebote Christi.
- Russisches Gebetbuch.
- Russischer Katechismus.
- Zeremonien und Metaphysik verdrängen die Sittenlehre.
- Daher allgemeiner Abfall von der Kirche.
- Selbständiger Fortschritt der Welt.
- Es ist Zeit, die von der Kirche so lange verhüllten Gebote Christi anzunehmen, sie sind mit jeder theoretischen Anschauung vereinbar.

### Kapitel XII
- Glaubensbekenntnis des Verfassers.
- Ich glaube an die Lehre Christi und mein Glaube besteht in Folgendem:
- Ich glaube, dass meine Glückseligkeit auf Erden dann möglich ist, wenn alle Menschen die Lehre Christi erfüllen.
- Ich glaube, dass die Erfüllung dieser Lehre möglich, leicht und freudebringend ist...

## Hintergrund und Wirkungsgeschichte
Das Lebenswerk von Tolstoi war geprägt von der Suche nach dem Lebenssinn, nach wahrem Glauben und Gerechtigkeit. Er wollte ein nützliches Leben führen, den Menschen dienen und so seinen eigenen Seelenfrieden finden. Mit seinen großen Romanen Krieg und Frieden und Anna Karenina erlangte Leo Tolstoi in den 1860er und 1870er Jahren weltweiten Ruhm. Es kehrte aber „bei Tolstoj anstelle eines literarischen Triumphgefühls Leere und Niedergeschlagenheit ein. Todesvisionen verfolgen ihn, der in der orthodoxen Religiosität keine Perspektive sieht.“ Das Erleben des Elends in weiten Kreisen der russischen Bevölkerung verstärkte seine seelische Krise, so dass er sich ab 1879 intensiv religiösen Fragen zuwandte. Er geriet in Konflikt mit den staatlichen und russisch-orthodoxen Institutionen.
Ausdruck der religiösen Sinnsuche Tolstois sind in den Jahren 1879 bis 1882 besonders die Schriften Meine Beichte, Vereinigung und Übersetzung der vier Evangelien und Kritik der dogmatischen Theologie. Meine Beichte wurde 1882 in der Zeitschrift „Русская мысль“ gedruckt. Trotz Verbots in Russland fand die Schrift Verbreitung im In- und Ausland. 1882 nahm Tolstoi Hebräischunterricht. So konnte Tolstoi in den Jahren 1882/1883 theologisch fundiert mit der Schrift Worin mein Glaube besteht seine Antwort auf die religiösen Sinnfragen zusammenfassen.
Die erste Ausgabe von „В чём моя́ ве́ра?“ erschien in Moskau am 22. Januar 1884 im soziopolitischen Kulturmagazin „Русская мысль“ (das in den 1920er Jahren auch in Sofia, Berlin, Paris und Prag erschien sowie seit 2016 auch in englischer Sprache unter dem Titel Russian Mind und seit 2021 auch in französischer Sprache unter dem Titel La Pensée Russe erscheint). Im September 1883 hatte Tolstoi mit dem Herausgeber der Zeitschrift „Русская мысль“ vereinbart, dass mehrere Exemplare ohne Genehmigung gedruckt, versteckt und im ganzen Land verteilt werden, da befürchtet wurde, dass die Zensur die Veröffentlichung nicht genehmigen werde. Das Buch wurde wie erwartet verboten, aber mehrere Exemplare der Schrift wurden trotz des Verbotes im ganzen Land verteilt. Am 19. Februar 1884 berichtete Tolstoi: „Mein Buch wurde veröffentlicht und verboten, aber nicht verbrannt, sondern nach St. Petersburg gebracht, wo, soweit ich weiß, diejenigen, die es verboten haben, es in Kopien sortieren und lesen. Und das ist gut.“
Im Jahr 1885 wurde das Buch von Leo Tolstois Ehefrau Sophie Behr in die deutsche Sprache übersetzt und im Leipziger Verlag Duncker & Humblot veröffentlicht. Im gleichen Jahr erschien es in englischer Sprache im Londoner Verlag Elliot unter dem Titel What I Believe und in französischer Sprache im Pariser Verlag Librairie Fischbacher unter dem Titel Ma Religion. 1888 ist das Buch in russischer Sprache in Genf gedruckt worden. Mit der Übersetzung von Raphael Löwenfeld, die 1902 im Verlag Eugen Diederichs in Leipzig erschien, wurde der alternative Buchtitel Mein Glaube eingeführt.
Das Buch fand nicht nur große Verbreitung, sondern auch Resonanz im In- und Ausland. Sowohl mit Unterstützern als auch Kritikern seiner Grundaussagen zur Gewaltlosigkeit, die er aus Jesu Bergpredigt ableitet, setzt er sich 10 Jahre später in seinem Buch Das Himmelreich in euch auseinander, erklärt und begründet damit nochmals ausführlich die Kernaussagen des Buches Worin mein Glaube besteht.
In den Schriften Worin mein Glaube besteht und Das Himmelreich in euch begründete Tolstoj seine radikale, die Institution der Kirche scharf kritisierende christliche Morallehre, die allein auf der Bergpredigt basiert. Die Frage des Volkes an Johannes den Täufer aus dem Lukasevangelium „Was sollen wir tun?“ wird 1886 zum Titel einer weiteren religiös-ethischen Schriften Tolstois. 1885 ändert der Schriftsteller seine Lebensweise radikal und lehnt jeden Luxus ab. Kriegsdienstverweigerer berufen sich auf ihn und müssen Gefängnisstrafen auf sich nehmen. In weiteren gesellschafts- und kirchenkritischen Werken wie den Novellen Wieviel Erde braucht der Mensch? (1885) und Die Kreutzersonate (1889) und vor allem seinem dritten und letzten Roman Die Auferstehung (1899) entfaltet Tolstoi seine christlich-ethischen Erkenntnisse in literarischer Weise mit den Themen Eifersucht, Ungerechtigkeit, Schuld – aber auch Liebe.
Diese Schriften führten ihn nicht nur in Konflikte mit dem zaristischen Staat, sondern auch mit der russisch-orthodoxen Kirche. Am 24. Februar 1901 veröffentlichte das Kirchenblatt unter der Heiligen Regierenden Synode den Ausschluss Tolstois aus der Kirche, d. h. die Exkommunikation Leo Tolstois: „...Und in unseren Tagen erschien mit Gottes Erlaubnis ein neuer Irrlehrer, Graf Leo Tolstoi. Als weltberühmter Schriftsteller, gebürtiger Russe, durch Taufe und Erziehung orthodox, rebellierte Graf Tolstoi in der Verführung seines stolzen Geistes kühn gegen den Herrn und seinen Christus und sein heiliges Erbe, deutlich bevor jeder die Mutter, die Kirche, aufgab, der ihn orthodox ernährt und erzogen hat... Daher betrachtet ihn die Kirche nicht als Mitglied und kann ihn nicht berücksichtigen bis er bereut...“. Am 4. April 1901 schrieb Leo Tolstoi Eine Antwort an die Synode, in der er seinen Bruch mit der Kirche bekräftigte, „dass ich mich von der Kirche, die sich orthodox nennt, losgesagt habe, ist absolut fair. Aber ich verzichtete darauf, nicht weil ich mich gegen den Herrn auflehnte, sondern im Gegenteil, nur weil ich ihm mit aller Kraft meiner Seele dienen wollte.“
Diese Ereignisse als Folge seiner in der Schrift Worin mein Glaube besteht begründeten christlich-ethischen Sicht machten Leo Tolstoi noch bekannter und inspirierender. Tolstoi fand weltweit Anhänger, sogenannte Tolstojaner, die radikal einen christlichen Anarchismus und Pazifismus vertraten. Auf Tolstoi und seine christlich-ethische Ausrichtung, wie sie in Worin mein Glaube besteht von Tolstoi dargelegt ist, bezogen sich auch bedeutende Persönlichkeiten wie Mahatma Gandhi, Albert Schweitzer, Martin Luther King.